# متنزه جاك كارتيه الحكومي
متنزه جاك كارتيه الحكومي هو متنزه حكومي تقع في مدينة موريستاون في مقاطعة سانت لورانس بولاية نيويورك. تقع المنتزه على الضفة الجنوبية لنهر سانت لورانس. تبلغ مساحته 461 أكر (1.87 كـم2)
يوفر المنتزه شاطئًا، وطاولات للتنزه، وملعبًا، المشي لمسافات طويلة، وصيد الأسماك ،وإطلاق قارب وأرصفة. تتميز الحديقة أيضًا بمخيم مع كل من مواقع الخيام والمقطورات، بما في ذلك مرافق دورات المياه والاستحمام. يُسمح بالتزلج الريفي على الثلج والصيد على الجليد خلال فصل الشتاء، ويُسمح بالصيد الموسمي للطيور المائية والغزلان بتصاريح.

## روابط خارجية
- New York State Parks: Jacques Cartier State Park